# Vespertilio murinus
Sérotine bicolore
Espèce
Statut de conservation UICN

 LC  : Préoccupation mineure
La Sérotine bicolore (Vespertilio murinus) est une espèce de chauves-souris de la famille des Vespertilionidae.

## Description

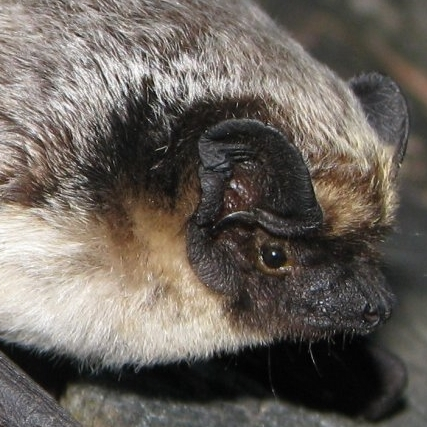
Détail de la tête d'une Sérotine bicolore

De taille moyenne (entre 48 et 66 mm), son museau est large et court et ses oreilles sont larges, courtes et arrondies avec un bord postérieur s’étendant jusque sous la bouche. Les tragus sont courts et arrondis. Les ailes sont étroites, adaptées à une chasse en altitude. Les poils dorsaux sont longs, brun foncé à la base et se terminant par des pointes d’un blanc argenté. Le pelage ventral varie généralement du gris au blanc, présentant des taches sombres. La face et les membranes sont noir mat, contrastant avec le pelage poivre et sel caractéristique de l’espèce.
Bien que plus grande, de loin elle peut être confondue avec la Sérotine de Nilsson.

## Liste des sous-espèces
Selon Mammal Species of the World (version 3, 2005)  (14 nov. 2010) :
- sous-espèce Vespertilio murinus murinus
- sous-espèce Vespertilio murinus ussuriensis

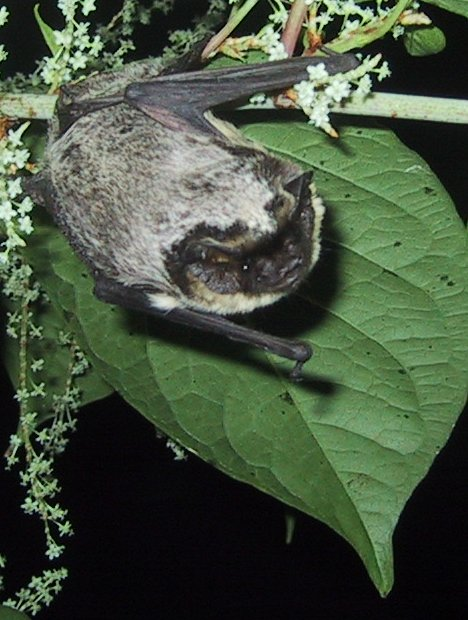
Sérotine bicolore, mâle

## Répartition et Habitat

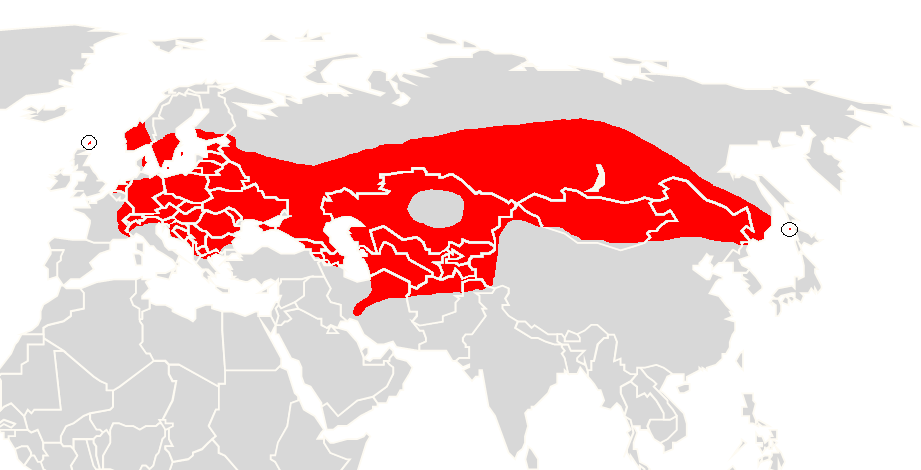
Carte de la répartition mondiale de la Sérotine bicolore (d'après la carte IUCN)

La Sérotine bicolore est une espèce typique des régions tempérées froides de la région paléarctique. En Europe, la limite occidentale de sa zone de dispersion traverse le tiers est de la France et ses populations les plus nordiques atteignent la Scandinavie, jusqu’à la hauteur du 60e parallèle. Résistante à des climats rigoureux, c’est une chauve-souris assez souvent localisée dans des zones de moyenne altitude, sans toutefois se montrer véritablement montagnarde comme la Sérotine de Nilsson.
Espèce de milieux ouverts, elle recherche en Europe les grands lacs, les landes ou les forêts de montagne. Elle gîte en hiver dans des habitats rocheux, dans les fentes ou les corniches des hauts bâtiments à larges façades. En été, elle s’installe dans les toitures ou les isolations, derrière les volets ouverts, dans les fissures de falaise et quelquefois en nichoir.

## Comportement
Nocturne, la Sérotine bicolore quitte son gîte 30 à 60 minutes après le coucher du soleil et rentre peu avant le lever du jour.
Elle chasse souvent en groupes lâches. Opportuniste, elle se nourrit de nombreux insectes, Diptères, Trichoptères mais aussi Lépidoptères, Coléoptères etc. qu’elle capture en vol. Elle chasse le plus souvent dans des espaces bien dégagés, rarement le long des lisières. Elle survole les plans d’eau calmes et évolue autour des lampadaires et au-dessus des avenues bordées d’arbres.
Elle hiberne généralement en solitaire. Les femelles se regroupent pour la mise-bas en colonie de moins de 60 individus avec des cas de mixité avec la Pipistrelle de Nathusius. A la même période, les mâles se regroupent en colonies imposantes comptant entre 60 et 300 individus avec parfois des Pipistrelles communes, des Pipistrelles de Nathusius ou des Sérotines communes. La femelle donne naissance à un, deux, voire 3 jeunes entre fin mai et mi-juillet. A la fin de la quatrième semaine et au début de la cinquième, les jeunes sont volants et commencent à chasser autour du gîte. Très fidèle à son gîte de naissance, la femelle peut y revenir plusieurs années de suite.

## Menaces et protection
La Sérotine bicolore est une espèce strictement protégée en vertu de l'annexe IVa de la Directive 92/43/CEE et de l'annexe II de la Convention de Berne). Cette protection implique l'interdiction :
- 1° de capturer et de mettre à mort intentionnellement de spécimens de ces espèces dans la nature ;
- 2° de perturber intentionnellement ces espèces, notamment durant la période de reproduction, de dépendance, d'hibernation et de migration ;
- 3° de détruire ou de ramasser intentionnellement dans la nature ou de détenir des oeufs de ces espèces ;
- 4° de détériorer ou de détruire les sites de reproduction, les aires de repos ou tout habitat naturel où vivent ces espèces à un des stades de leur cycle biologique ;
- 5° de naturaliser, de collectionner ou de vendre les spécimens qui seraient trouvés blessés, malades ou morts ;
- 6° de détenir, transporter, échanger, vendre ou acheter, offrir aux fins de vente ou d'échange, céder à titre gratuit les spécimens de ces espèces prélevés dans la nature, y compris les animaux naturalisés, à l'exception de ceux qui auraient été prélevés légalement avant la date d'entrée en vigueur de la présente disposition ainsi qu'à l'exception de celles de ces opérations qui sont constitutives d'une importation, d'une exportation ou d'un transit d'espèces animales non indigènes et de leurs dépouilles ;
- 7° d'exposer dans des lieux publics les spécimens.

Les interdictions visées aux points 1°, 2°, 5°, 6° et 7° de l'alinéa précédent s'appliquent à tous les stades de la vie des espèces animales visées par le présent article, y compris les œufs, nids ou parties de ceux-ci ou des spécimens.
En France, cette espèce est également protégée par l'Arrêté du 23 avril 2007 fixant la liste des mammifères terrestres protégés sur l'ensemble du territoire et les modalités de leur protection.